# مجلس نمایندگان (ژاپن)

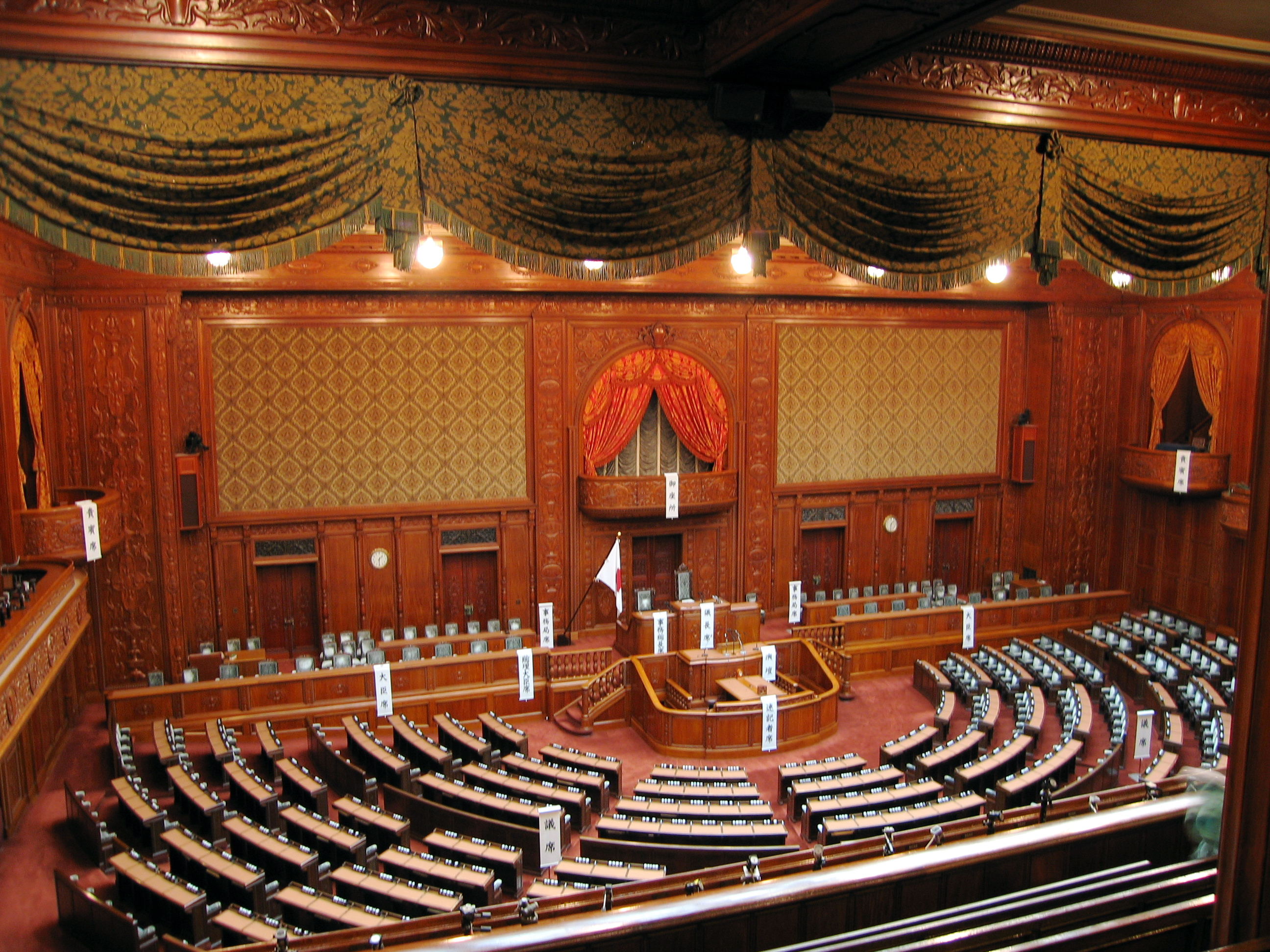
صحن مجلس نمایندگان

مجلس نمایندگان (به ژاپنی: 衆議院) در قوه مقننه دومجلسی ژاپن موسوم به دایت ملی؛ مجلس سفلی محسوب می‌شود. قانون اساسی ژاپن در موارد متعددی به این مجلس نسبت به مجلس مشاوران تفوق و برتری داده است. ترکیب مجلس بر اساس ماده ۴۱ و ماده ۴۲ قانون اساسی ژاپن تعیین شده است. مجلس نمایندگان دارای ۴۶۵ عضو است که برای یک دوره چهار ساله انتخاب می‌شوند. از این تعداد، ۱۷۶ عضو از ۱۱ حوزه انتخابیه چند نفره با نظام لیست حزبی و ۲۸۹ نفر از حوزه های انتخابیه تک نفره انتخاب می شوند.
نخست‌وزیر ژاپن می‌تواند مجلس نمایندگان را منحل اعلام کند و این امر باعث شده‌است که این مجلس تاکنون تنها یک دوره چهارساله داشته باشد.